# Eriocaulon koernickianum
Eriocaulon koernickianum är en gräsväxtart som beskrevs av Henri Ferdinand Van Heurck och Johannes Müller Argoviensis.
Eriocaulon koernickianum ingår i släktet Eriocaulon och familjen Eriocaulaceae. Inga underarter finns listade i Catalogue of Life.